# Mulhausen
Mulhausen település Franciaországban, Bas-Rhin megyében. Lakosainak száma 440 fő (2022. január 1.). Mulhausen Bischholtz, Offwiller, Schillersdorf és Uhrwiller községekkel határos.

## Népesség
A település népességének változása:
| Lakosok száma | 460  | 471  | 484  | 488  | 475  | 463  | 450  | 443  | 440  |
|               | 2013 | 2015 | 2016 | 2017 | 2018 | 2019 | 2020 | 2021 | 2022 |